# 斯拉苏布卢斯 (米利都)
斯拉苏布卢斯（米利都）（？—前600年？），古希腊政治人物。公元前625年至公元前600年米利都僭主，据希罗多德的记载，他因为进谏科林斯的僭主培里安德而闻名遐迩。